# Solid Concepts
Solid Concepts, Inc. là một công ty sản xuất chế tạo tùy chỉnh tham gia vào kỹ thuật, chế tạo, sản xuất và tạo mẫu. Công ty có trụ sở tại Valencia, California, trong khu vực Quận Los Angeles, với sáu cơ sở khác nằm xung quanh Hoa Kỳ. Solid Concepts là nhà cung cấp dịch vụ sản xuất bồi đắp cũng như nhà sản xuất chính các sản phẩm kinh doanh, hàng không vũ trụ, hệ thống không người lái, trang thiết bị y tế, mẫu đúc khuôn, thiết bị và thiết kế công nghiệp và các chi tiết trên phương tiện vận tải.
Công ty được thành lập vào năm 1991, tại nơi khai  sinh của Công nghệ In li-tô lập thể. Công ty này lấy tên từ hướng tập trung ban đầu của nó là tạo mẫu nhanh thông qua in 3D (hay sản xuất bồi đắp) với ý tưởng rằng các khái niệm ảo có thể được in thành các vật rắn thực tế, vì các công nghệ đã có của  công ty có khả năng đọc dữ liệu CAD trực tiếp. Solid Concepts đã tiếp thị các sản phẩm dưới tên chính của nó, cũng như dưới công ty gia đình chỉ có trang web tên là ZoomRP.com. Logo Solid Concepts ban đầu có các đường phân lớp bao gồm chữ "S" bên cạnh chữ "C" để diễn tả phân lớp, nhưng đã loại bỏ các lớp phân lớp, để thể hiện tốt hơn khả năng tổng hợp, urethane và dụng cụ của nó.